# Archie Pitt
Archie Pitt (21 de febrero de 1882 – 12 de noviembre de 1940) fue un artista de music hall, showman y agente artístico de nacionalidad británica. 

## Vida personal
Nacido en Inglaterra, su verdadero nombre era Archibald Abraham Selinger. Fue sobre todo conocido por su matrimonio con Gracie Fields, cuya carrera dirigió como agente artístico. Estuvieron casados desde 1923 a 1939, años en el que se divorciaron.
Archie Pitt falleció en Londres, Inglaterra, en el año 1940.

## Filmografía (selección)

### Actor
- 1934 : Danny Boy
- 1935 : Barnacle Bill
- 1936 : Excuse My Glove

### Guionista
- 1931 : Sally in Our Alley
- 1932 : Looking on the Bright Side
- 1932 : Boys Will Be Boys